# Polyester (film)
Pour le polymère, voir Polyester.
Pour plus de détails, voir Fiche technique et Distribution.
Polyester est un film de comédie de John Waters, réalisé en 1981, avec la participation de Divine.

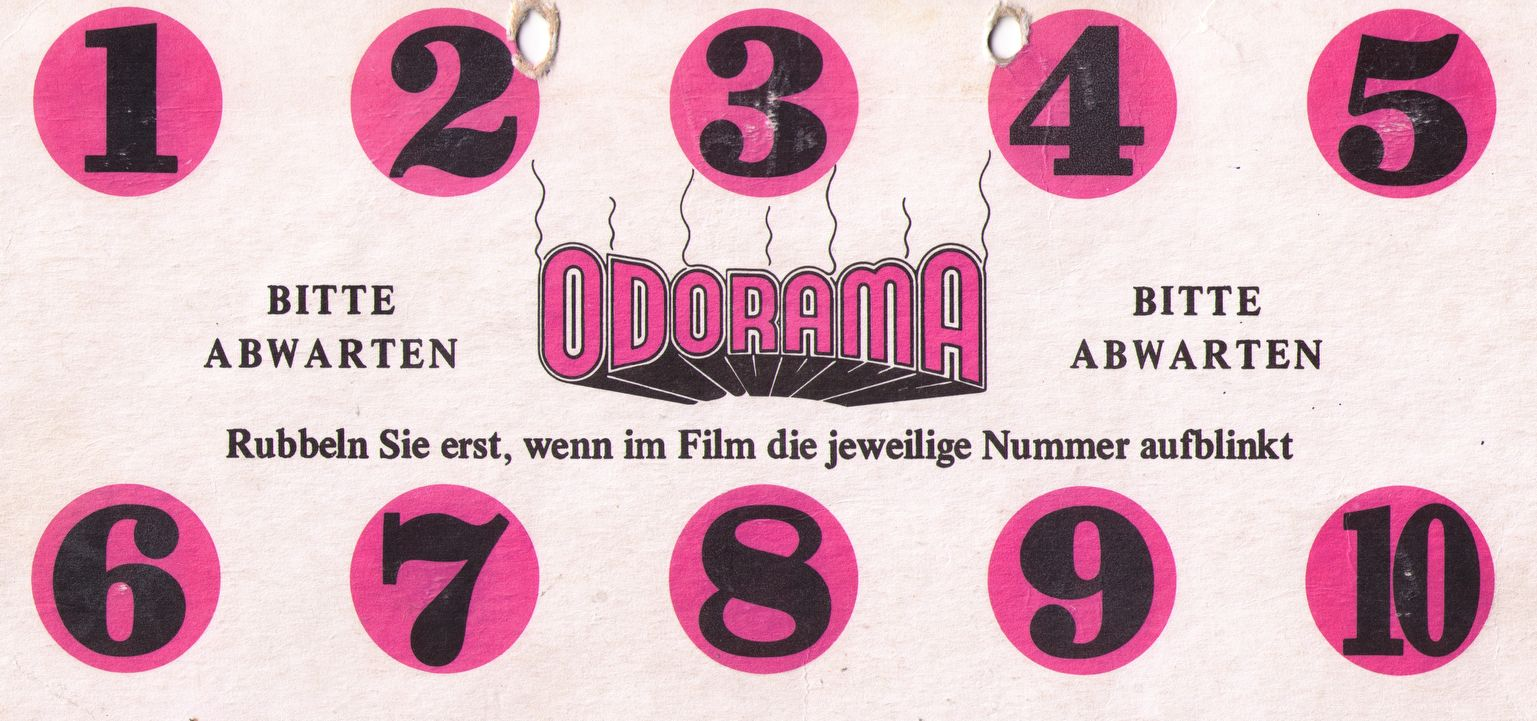
Carte Odorama (Allemagne) à gratter durant la projection.

Le film utilise la technique de l'odorama, grâce à une carte à cases numérotées distribuée aux spectateurs avant la projection. Lorsqu'un numéro apparaissait à l'écran, le spectateur devait gratter la pastille correspondante et pouvait ainsi sentir les mêmes odeurs que dans le film (odeur de pizza, de colle, de marijuana, de déodorant pour WC, de putois, d'excréments...). Le procédé a été développé à l'aide de la société 3M.

## Synopsis
Dans la ville de Baltimore, les mésaventures et la descente aux enfers de Francine, mère d'une famille atypique, ne font que commencer : un mari pornographe qui la méprise et la trompe, un fils fétichiste de pieds et de chaussures et une fille extravertie qui tombe enceinte...

## Réception
A sa présentation au Festival du Deauville en 1981, Polyester fut qualifié par Le Monde de « burlesque un peu morbide ».

## Fiche technique
- Titre : Polyester
- Réalisation : John Waters
- Scénario : John Waters
- Photographie : David Insley
- Direction artistique : Vincent Periano
- Montage : Charles Roggero
- Musique : Chris Stein et Michael Kamen
- Assistante : Pat Moran
- Producteur : John Waters
- Producteurs exécutifs : Robert Shaye et Michael White
- Producteur associé : Sarah Risher
- Société de distribution : New Line Cinema
- Pays de production :  États-Unis
- Langue : Anglais
- Format : Couleurs - 35 mm - Odorama
- Durée: 90 min
- Dates de sortie :
  - États-Unis : 29 mai 1981
  - France : 7 octobre 1981

## Distribution
- Divine : Francine Fishpaw
- Tab Hunter : Todd Tomorrow
- Edith Massey : Cuddles Kovinsky
- David Samson : Elmer Fishpaw
- Mary Garlington : Lu-Lu Fishpaw
- Ken King : Dexter Fishpaw
- Mink Stole : Sandra Sullivan, la maitresse
- Joni Ruth White : La Rue
- Hans Kramm : Heintz, le chauffeur
- Stiv Bators : Bo-Bo Belsinger
- Rick Breitenfeld : Dr. Quackenshaw
- Michael Watson : Freddy Ashton
- Jean Hill (en) : la religieuse voleuse de bus
- Mary Vivian Pearce : la nonne
- Cookie Mueller : Betty Lalinski
- Susan Lowe (en) : la victime de l'écraseur de pied

### Voix françaises
- Francine Fishpaw : Denis Boileau
- Lulu Fishpaw : Claire Guyot
- Sandra Sullivan : Véronique Augereau

### Voix québécoises
- Francine Faupas (Francine Fishpaw) : Jean-Louis Millette
- Jacques Lebeau (Todd Tomorrow) : Ronald France
- Claudette Kovinsky (Cuddles Kovinsky)
- Albert Faupas (Elmer Fishpaw) : Aubert Pallascio
- Loulou Faupas (Lu-Lu Fishpaw) : Louise Portal
- Denis Faupas (Dexter Fishpaw) : Normand Brathwaite
- Sandra Tétreault (Sandra Sullivan) : Madeleine Arsenault
- La Rue : Béatrice Picard
- Jean (Heintz) : Ulric Guttinger
- Boubou Belchasse (Bo-Bo Belsinger) : Mario Lirette
- Dr. Quackenshaw : Vincent Davy
- Fernand Asselin (Freddy Ashton) : Sébastien Dhavernas
- la religieuse voleuse de bus : Élizabeth Chouvalidzé

## Bande originale
- Polyester - Tab Hunter (Paroles et musique : Chris Stein et Debbie Harry)
- Be My Daddy's Baby (Lu-Lu's theme) - Michael Kamen (Paroles et musique : Debbie Harry et Michael Kamen)
- The Best Thing - Bill Murray (Paroles et musique : Debbie Harry et Michael Kamen)